# Intel 8085
El Intel 8085 es un microprocesador de Intel diseñado por Masatoshi Shima y Stan Mazor.

## Historia
El Intel 8085 es un procesador de 8 bits fabricado por Intel a mediados de los 70. Era binariamente compatible con el anterior Intel 8080 pero exigía menos soporte de hardware, así permitía unos sistemas de microordenadores más simples y más baratos de hacer.
El número 5 de la numeración del procesador proviene del hecho que solamente requería una alimentación de 5 voltios, no como el 8080 que necesitaba unas alimentaciones de 5 y 12 voltios. Ambos procesadores fueron usados alguna vez en ordenadores corriendo el sistema operativo CP/M, y el procesador 8085 fue usado como un microcontrolador.
Ambos diseños fueron sobrepasados por el Z80 que era más compatible y mejor, que se llevó todo el mercado de los ordenadores CP/M, al mismo tiempo que participaba en la prosperidad del mercado de los ordenadores personales en mediados de los 80.

## Características técnicas

### Longitud de palabra
La longitud de palabra del microprocesador intel 8085 es de 8 bits, o lo que es lo mismo, 1 byte.

### Bus de direcciones
El bus de direcciones tiene un tamaño de 8 bits. Para dar una dirección de 16 bit , usa los 8bits del bus de datos y los 8 bits del bus de direcciones, ahorrando terminales (patillas) multiplexando en el tiempo el bus de datos y el de direcciones. Esto implica que se pueden direccionar 64k posiciones de memoria. Para poder multiplexar estas líneas utiliza una patilla que da un pulso ALE en el primer estado de cada ciclo máquina, dejando en alta impedancia el bus de datos en el siguiente estado hasta la activación de las líneas de control R/W, esto ocurre cuando vamos a utilizar tanto direcciones como datos.
Cuando se direcciona a dispositivos de entrada/salida(puertos), la información de direccionamiento aparece duplicada, es decir, las líneas AD(0-7) y AD(8-15) llevarán los mismos datos, y esto se debe a que con 256 bits para esta CPU era suficiente en lo que se refiere a direccionamiento de puertos.

### El bus de datos y direcciones está multiplexado
El bus de datos y direcciones está multiplexado en el tiempo, esto significa que comparten algunas patillas (o pines). Como el bus de direcciones utiliza 16 patillas y el de datos solo 8, 8 de las patillas del bus de direcciones se utilizan también para el de datos. Con esto se consigue reducir el número de patillas de 24 a 16.

### Registros Programables
Posee 7 registros programables de 8 bits (A, B, C, D, E, H, L) algunos de los cuales pueden utilizarse por parejas (BC, DE, HL). El registro A se denomina acumulador y tiene gran importancia.

## Familia MCS-85
El CPU 8085 fue solo una parte de una familia grande de chips desarrollados por Intel, para hacer sistemas completos. Mucho de esos chips de soporte (y sus descendientes) posteriormente encontraron su uso en combinación con el microprocesador 8086. Por ejemplo, el IBM PC original, basado en el procesador Intel 8088 usó muchos de estos chips, y la prominencia de los compatibles IBM PC es la razón de que estos chips todavía están en uso hoy en día, aunque no como chips en sí mismos, sino con su funcionalidad equivalente empotrada dentro de más grandes chips VLSI, llamados chips Southbridge en los PC modernos.
- 8007-Controlador RAM.
- 8085-CPU
- 8155-RAM + 3 Puertos I/O + Timer.
- 8156-RAM + 3 Puertos I/O + Timer.
- 8185-SRAM
- 8202-Controlador de RAM Dinámica.
- 8203-Controlador de RAM Dinámica.
- 8205-Decodificador Binario 1 de 8.
- 8206-Detección de Error & Unidad de Corrección.
- 8207-Controlador DRAM.
- 8210-Desplazador TTL a MOS & Driver de Reloj de Alto Voltaje.
- 8212-Puerto de I/O de 8 bits.
- 8216-Driver de Bus Paralelo Bidireccional de 4 Bits.
- 8218/8219-Controlador de Bus.
- 8222-Controlador de Refrescamiento de RAM Dinámica.
- 8226-Driver de Bus Paralelo Bidireccional de 4 Bits.
- 8231-Unidad de Procesamiento Aritmético.
- 8232-Procesador de Punto Flotante.
- 8237-Controlador DMA.
- 8251-Controlador de Comunicaciones.
- 8253-Temporizador programable de intervalos.
- 8254-Driver de Bus Paralelo Bidireccional de 4 Bits.
- 8255-Interface programable de periféricos.
- 8256-Controlador de Soporte Multifunción.
- 8257-Controlador DMA.
- 8259-Controlador programable de interrupciones.
- 8271-Controlador Programable de Disco Floppy.
- 8272-Controlador de Disco Floppy de Simple/Doble Densidad.
- 8273-Controlador Programable de Protocolo HDLC/SDLC.
- 8274-Controlador Serial de Multi-Protocolo.
- 8275-Controlador de CRT.
- 8276-Controlador de CRT de Sistema Pequeño.
- 82758-Interface Programable de Teclado.
- 8279-Controlador de Teclado/Pantalla.
- 8282-Latch No Inversor de 8 bits con Buffer de Salida.
- 8283-Latch Inversor de 8 bits con Buffer de Salida.
- 8291-GPIB Talker/Listener.
- 8292-Controlador GPIB
- 8293-GPIB Transceiver
- 8294-Unidad Encriptora/Desencriptora + 1 Puerto O/P.
- 8295-Controlador de Impresora de Matriz de Puntos.
- 8296-GPIB Transceiver
- 8297-GPIB Transceiver
- 8355-ROM de 16,384 bits (2048 x 8) con I/O.
- 8604-PROM de 4096 bits (512 x 8).
- 8702-PROM de 2K bits (265 x 8).
- 8755-EPROM + 2 Puertos I/O.